# Germán Álvarez Algeciras
Germán Álvarez de Algeciras y Jiménez (n. 1848, Jerez de la Frontera, Andaluzia, Spania – d. 1912, Jerez de la Frontera, Andaluzia, Spania) a fost un pictor costumbrist spaniol.

## Biografie
S-a născut în Jerez de la Frontera. A studiat la Academia de Arte Frumoase din Cádiz apoi, cu ajutorul unei burse, la Academia Spaniolă din Roma din 1871 până în 1876 și, de asemenea, la Academia Chigi din Roma. A intrat sub influența lui Marià Fortuny. Primele sale picturi au fost portrete ale rudelor sale și naturi statice. Curând s-a orientat către scene de gen pline de mișcare, care reflectau munca altor pictori spanioli care au studiat la Roma.
Primul său succes a venit la Expoziția Națională de Arte Plastice din 1874, cu pictura sa „Întoarcerea în Golgota”. În 1877, câteva dintre pânzele sale au obținut critici pozitive la o expoziție la Sevilla. „Bufonul Regelui” a fost cumpărat de regele Alfonso al XII-lea și acum este deținut de Patrimonio Nacional.
Până în 1879, preda artă în Jerez și, în 1885, a devenit director al „Academiei de Arte Frumoase din Santo Domingo”, o școală de artă locală asociată cu biserica catolică. După pensionare, a fost numit „Director de onoare”. A fost, de asemenea, președinte al departamentului de arte plastice de la Ateneo de Jerez din 1897 până în 1900. O stradă din Jerez a fost numită după el.
S-a căsătorit cu verișoara lui primară, Encarnación Álvarez, din Jimena de la Frontera, unde tatăl ei (fratele cel mai mic al lui Juan Álvarez Mendizábal⁠(d)) își înființase un cabinet medical. Au avut doar doi copii, care ambii au murit tineri. A locuit în Jimena mulți ani, iar un număr mare din lucrările sale au trecut în posesia familiei soției sale. Aceasta a donat una dintre picturile sale Bisericii San Dionisio (acum monument cultural), unde poate fi văzut încă expusă lângă naos. A murit în orașul său natal, Jerez.

## Picturi (selecție)

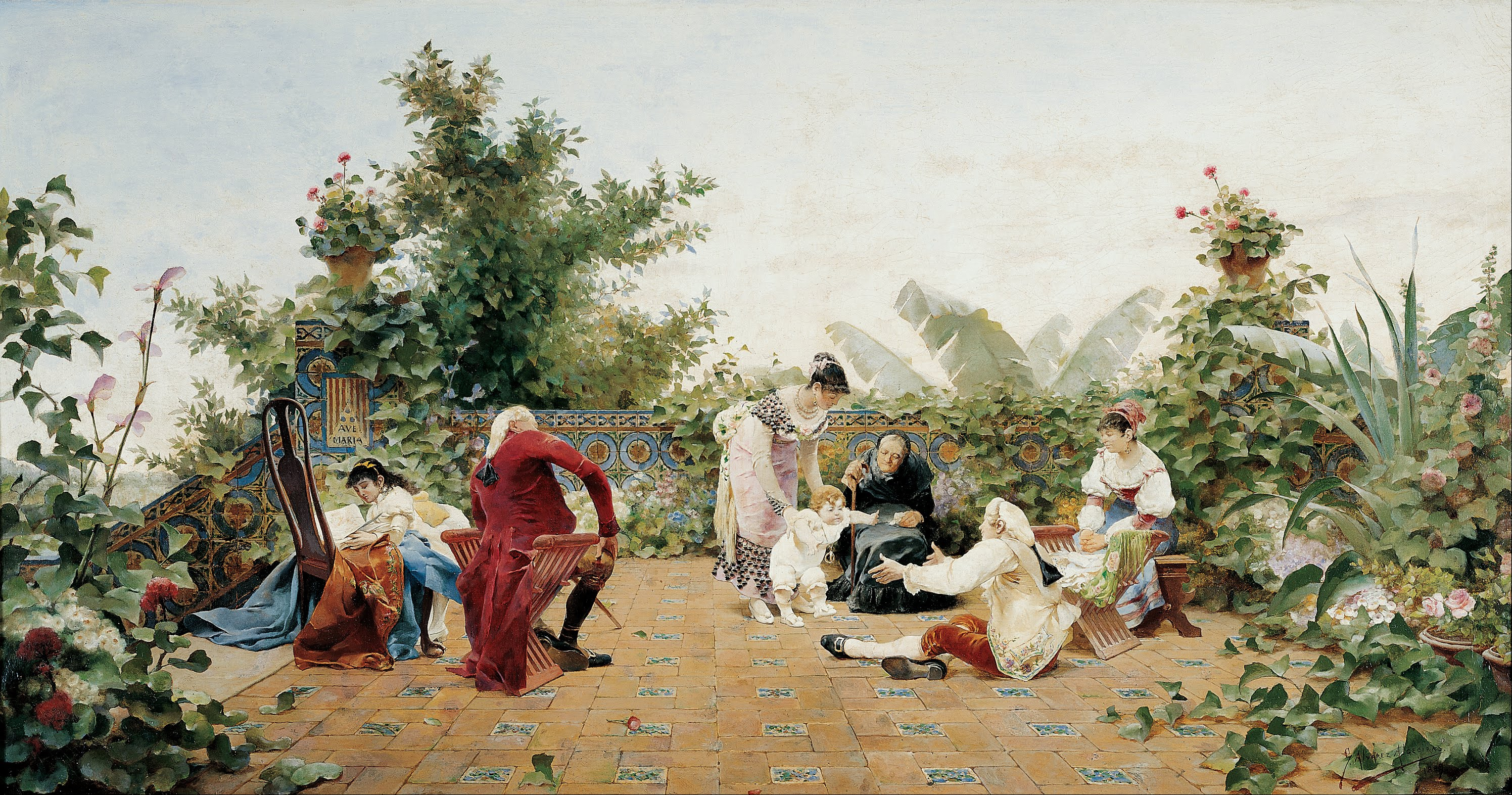
Primul pas
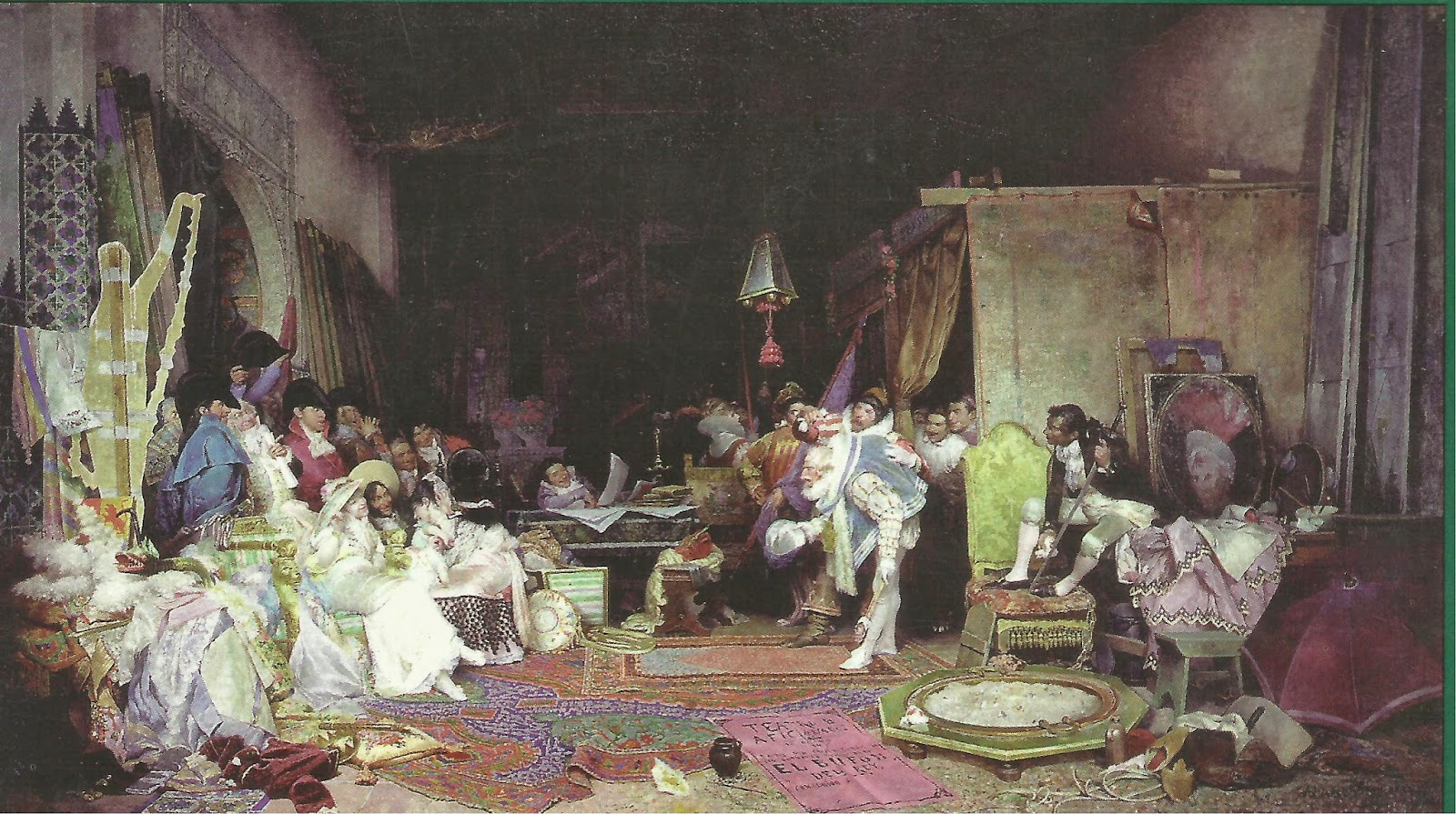
Bufonul regelui
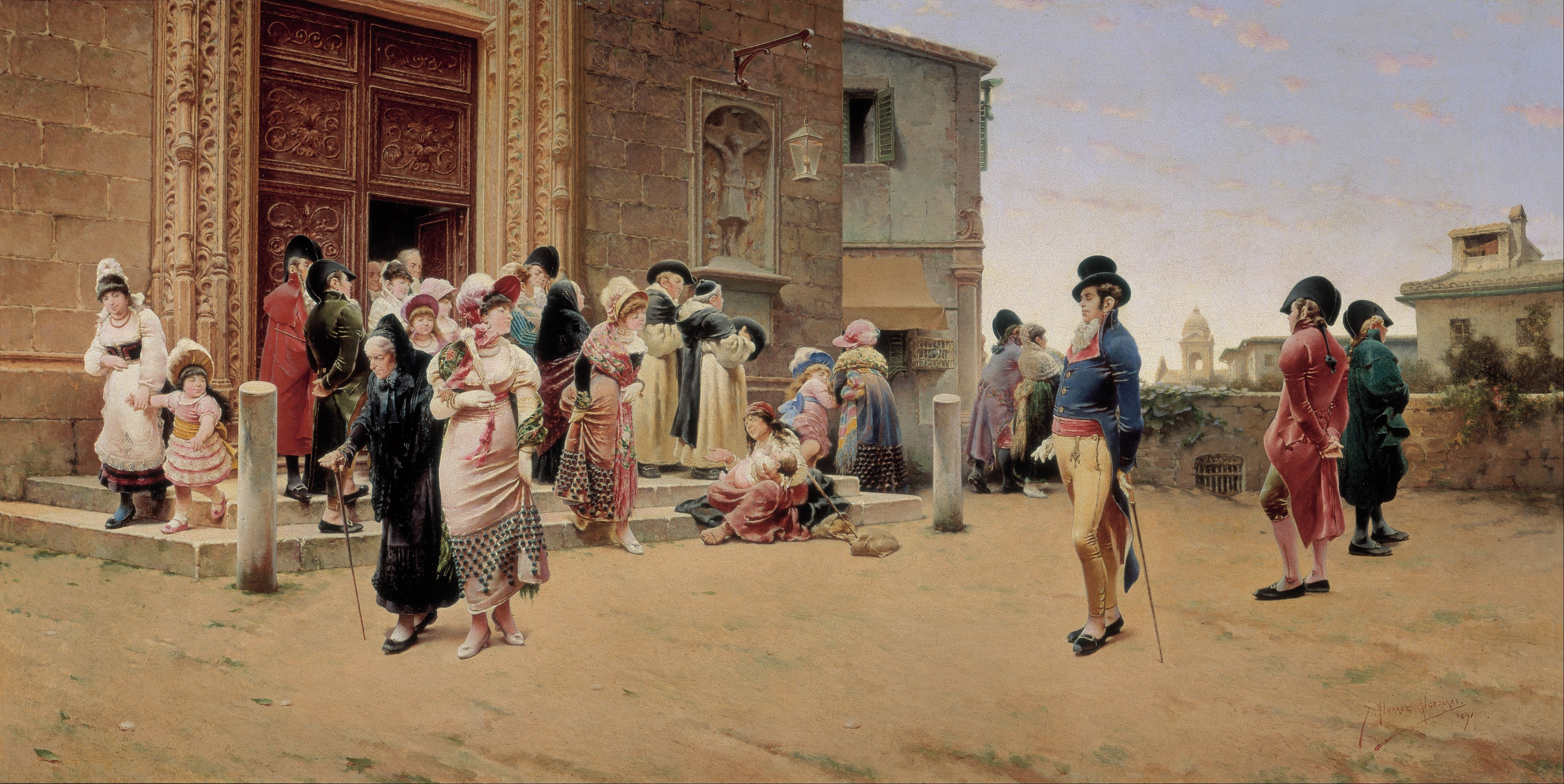
Plecând de la biserică